# 山寨机
山寨机，是特指2003年开始在中国大陆设计制造生产的一类仿制名牌或杂牌、小品牌的手机，因其成本低，性价比高，不遵守行业规则而得名。在2007年10月15日，中国国务院宣布取消手机生产核准制之前，山寨机很少有自己的品牌，从而山寨机也称“黑手机”。山寨机普遍具有价格低，功能齐全，外观极具创新等特点，一些山寨机还以模仿最新款名牌手机见长。因此山寨机很受追求时尚的年轻人及收入偏低人群的爱好，占有很大的市场份额，其销量超过1.5亿部，对正规品牌手机造成不少冲击。
2006年，联发科技开发出了一种MTK手机芯片，将手机的主板与软件集成在了一起，大大降低了手机生产的门槛，使得普通厂商在没有核心技术的情况下，只需采购MTK芯片及其配件便可批量生产出手机。不过需要注意的是，许多正规厂家也使用MTK芯片。
世界最大的山寨手机批发市场在深圳华强北，品种类型多样。一些发展得好、资金充裕的山寨厂商已经渐渐走向品牌行列，像天语、G-5、小辣椒等等。山寨已经不仅仅只有手机，它还延伸到平板电脑，类似于酷比魔方、Kilwa 、动派、原道等等。

## 山寨机定义
在中国，凡正品手机手机需要有手机序列号（IMEI）和由信息产业部颁发的进网许可证。一些小厂商并未获得此许可而生产的手机，可归为山寨机。山寨机主要分为三种：
- 贴牌机（小厂家向正规厂家租借手机生产牌照而自行生产手机）、白牌机（无标示厂家和品牌）等。
- 侵权机，模仿大品牌设计的机型，但是品牌名称略加修改。
- 高仿机，又称精仿机，是完全伪冒正规品牌机，在外观包装上做得非常精致，采用经修改的正版系统，甚至连一些验机软件也无法识别。由于硬件与正品不同，故不能升级系统，否则会出现故障。市面流通最广，有用户用了半年直到升级失败才发现是高仿机。高仿机通常是针对一些进行饥饿营销（限量发售）的机型。

随着中国取消了对厂家的手机生产牌照要求，转而对手机颁发进网许可证，一些早期的贴牌和白牌手机厂开始成为正规厂商，其生产的手机也有进网许可证和独立的手机序列号，这些手机并不应继续归为山寨机行列，只是厂家的品牌并不知名而已。一些正规大品牌（如长虹、金立）也会生产基于MTK芯片的手机。不过在现实中，这些手机有时也会被消费者继续称作山寨机。

## 产品特色
- 超长待机：超长待机（至少是对外宣传的）几乎是每款山寨机必有的，广告上号称的待机时间从几天到几百天不等，一款“至尊F1变形金刚”手机标称待机180天，[12]而另一款号称具有32800mAh电池的“ZJ268”手机称可以待机666天。[13]
- 耐摔耐压：不少山寨机以耐摔为卖点，在电视购物广告中也经常出现汽车碾压手机或是将手机从高处抛落的实验。
- 防盗追踪：即可设置安全手机号，手机被盗且再度卖出后，手机新号会通过短信自动发送到安全手机上。
- 超大音量：声音响亮是山寨机一大特征，有些手机还配有多个喇叭，并在其广告中宣称是“立体声”或“环绕声”。
- 接收电视信号：即手机电视的功能：不用连接上网，只要在机身上拉出接收天线就可收看当地模拟地面电视频道；自2012年开始随着数码电视广播的盛行，已甚少有山寨机有此功能了。
- 接收电台广播：可以收听电台广播，有些机型可以不插入耳机收听。
- 双蓝牙：内置双蓝牙无线发射器，让手机可以以蓝牙最快传输速度的两倍作蓝牙多工连接，例如传文件、听音乐。
- 双卡双待机：即一部手机可同时插入两张SIM卡，并同时接受信号。
- LED灯：在外壳装置数个LED灯，可当手电筒。也可当装饰用灯。
- 多镜头高画素照相机：如果有照相功能，通常不只一颗镜头，还会有视讯通话用Webcam，甚至还会有3颗以上意义不明的镜头，像素多数为30万，仅有少数高端机型拥有300万以上像素的镜头。
- 外观设计：大胆、创新，如法拉利汽车样子的手机和烟盒样式的手机、镶嵌钻石或镀金手机（一般为假钻石，镀金手机只是将手机外壳喷成金色，并非真金）。其他还有各种实用性、视觉性的特殊造型。
- 多功能的设计、组合：除了以上功能，还有更多一般大厂不会有的鸡毛蒜皮功能，这些功能经过挑选搭配会变成特定族群的专用机，像是“老人机”具有超大字体、大键盘、大扬声器、接收广播、一键呼叫亲人、紧急联络等功能。
- 留言储存功能：一般在未接来电后，电话的电信商会自动挂线或转接至留言信箱。但在部份山寨机中因为内置了留言信箱，目的是要做到类似电邮一样，把对方的留言直接储存在手机内而不是电信商的接听留言电话号内，此功能较适合一些没有申请留言信箱的手机用户。
- 语音功能：厂商在宣传时通常会强调甚至夸大手机的语音功能，如金立的手机A380就号称“语音王”，有些厂商也称他们有语音功能的手机为听话的手机。但是事实上它们的语音功能一般很不成熟，识别率较低。
- 高阶智能手机：如果是高阶智能手机，通常会以Windows Mobile或Android为作业系统，介面上较常模仿三星的TouchWiz或苹果的iOS，并且有各种类似电脑的功能。[14]

## 产业概况
中国有800家手机设计公司，又称IDH（Indepent Design House，独立设计公司），最大的公司有1400人，最小的公司大概有四、五个人，大部分公司的人数在几十到一两百之间。
2007年山寨手机在中国的销售利润为200元一部；进入2008年下半年后，由于有大量竞争对手加入，在激烈竞争下，山寨手机每部利润已下跌到了不足十元。

## 相关出口
中国出口到印度的“无牌手机（即山寨机）”2011年达到3800万台，2009年-2010年时分别达到2000万台。在中东和非洲地区也相当具有市场。台湾和香港地区部分小市场店面也常有山寨手机的贩卖。据媒体报道，中国山寨手机每年海外出口达到1.5亿台。

## 质量检测
根据深圳电子产品质量检测中心首次对12款山寨机和3款品牌机之间的对比检测得知：
- 品牌机的总发射功率（TRP）比山寨机要好，但实际使用中，在语音“掉线”等方面山寨机没问题。
- 在比吸收率（人体辐射，SAR）方面，二者相差不大，指标均低于中国国标（2.0瓦/千克）和欧美1.6~2.0瓦/千克的标准。
- 在手机附加费方面，8款山寨机含有收费陷阱，对于内置的收费功能并无明显提示。

## 评价
央视《经济半小时》栏目的《揭秘山寨机》这期节目对山寨机产业链进行报道，引发广泛讨论。节目播出后，作为全国山寨机的最大生产基地深圳市，表示将对山寨机进行严打。山寨机有其鲜明的优缺点，消费者对其褒贬不一。

### 负面评价
- 由于山寨手机是中小型工厂生产的非正规产品，没有办理正规的入网注册手续，绝大部分山寨手机没有国际移动设备识别码（IMEI），或者多部山寨机使用相同的国际移动设备识别码，导致印度政府曾经下令封杀来自中国的山寨手机[21]。没有国际移动设备识别码或者国际移动设备识别码不规范的移动设备会阻碍运营商定位手机使用者的位置，如果被犯罪分子利用将对警方追查罪犯造成麻烦。
- 部分山寨手机为了追求超长待机时间，使用了超过安全标准的大容量电池，或者为了降低成本使用劣质电池，造成手机电池爆炸隐患增加。[22]。
- 部分山寨手机为了压缩成本，虽然具有较全面的功能，但有的细节欠佳，零件质量无法与原品牌手机相比。同时山寨机也有品质之分，性能和价格会有不同。
- 由于部分山寨手机的营销目的是以俗称“机海战术”的方法发行手机，所以每年都会生产多个款式的手机。而且山寨手机没有一个固定的生产商，不会如正牌手机公司般研发为旧款手机系统进行更新，一旦有新机搭配新式操作系统发售，旧一代的山寨智能手机自然会因没有渠道进行系统更新而被淘汰。
- 以模仿大厂商产品起家的山寨手机从外观到功能均大量抄袭正规品牌产品，侵权现象严重。

### 正面评价
- 价格低廉，且功能全面，这是山寨手机受欢迎的主要原因。对低收入人群来说山寨手机是很好的选择。
- 大部分山寨机不缴纳增值税、销售税，品牌广告促销等费用，所以大大减少了山寨机的成本和销售价格。
- 造型功能创新：山寨手机经过数年的发展，已经不仅限于模仿大厂商的产品，近年来在市面上出现了多款造型奇特、功能多样的山寨机，吸引了许多年轻人[23]。
- 山寨机也有质量优越、性价比高、技术创新、并非仿冒的机型。山寨机每年出口的数量达上亿台，其用户群相当庞大，受到很多人的喜爱，如果没有特别正面实用的优点，也不会经久不衰[24]。
- 相较于智能手机，包括山寨机在内的功能手机功能相对简单，故适合于某些特定人群，如不会操作智能机的老年人或可能沉溺于手机游戏或其它APP的青少年学生。

## 早期山寨厂商的转型
随着中国取消了对厂家的手机生产牌照要求，转而对手机颁发进网许可证，一些早期的贴牌和白牌手机厂开始成为正规厂商。例如早期的山寨厂商天宇朗通公司于2002年成立，以生产贴牌手机起家，2003年得到联发科支持，生产天语手机。2006年成为中國国产手机第一，并取得手机生产牌照，被认为是山寨机转正的成功例子。

## 衍生用法
山寨机现在也被用来指代没有商标或者盗用他人商标的电子产品，例如笔记本电脑和液晶显示器。有时候还会被用来形容非官方的，或者非政府机构研制生产的高技术设备。

## 参看
- 山寨